# ライフイズテック
ライフイズテック株式会社（英: Life is Tech, Inc.）は、東京都港区に本社を置く日本の企業。ITキャンプを中心に、中高生向けのIT教育事業を実施している。

## 概要
中高生向けのプログラミング・IT教育事業を行う「キャンプ」を中核事業としており、女子学生向けに特化した「Code Girls」や、オンラインプログラミング学習サービス「MOZER」なども運営している。
キャンプ
合宿形式のIT教育イベントであり、主に協力を得た大学の教室を利用して実施されている。指導者は主に現役の大学生が約100時間以上の研修を受けた者がなることができる。またその指導者の事をメンターと呼ぶ。そして指導者の中で特に優秀な指導者を黒シャツメンターと呼ぶ。
参加者、指導者をあだ名で呼び、作業をすることを開発と呼ぶのが特徴。
スクール
塾形式で、週に1回（平日）または2週間に1回（土日）のプランがある。会場は東京（本社、秋葉原）、横浜、名古屋、大阪（支社）、福岡があったが、最近になり池袋、横浜アソビルにもスクールができた。春学期、秋学期に分かれており、最終日にメンバー（生徒）にプレゼンを送ることにより、互いの進捗を共有しあう。参加者、指導者をあだ名で呼ぶ、作業をすることを開発と呼ぶのが特徴。

## 沿革
- 2010年7月6日 - ピスチャー株式会社として創業
- 2011年夏季 - 初のキャンプを開催
- 2012年11月1日 - ライフイズテック株式会社に社名を変更[2]
- 2015年 - シンガポール国立大学にてキャンプ開催、初の海外進出となる[4]
- 2016年1月18日 - 22日 - メルボルン大学でキャンプが開催[5]
- 2018年8月 - 学校教員向けのキャンプ「TECH for Teachers CAMP」を成蹊大学にて開催。

## 受賞
- 2014年、Googleが世界のICT教育組織を対象としているGoogle RISE Awardsを東アジア地域で初受賞[6][7]。